# دی نورفین
دی‌نورفینها (به انگلیسی: Dynorphin)، یا به اختصار (Dyn) دسته ای از پپتیدهای افیونی هستند که از پروتئین پیش ساز پرو دی نورفین (prodynorphin) ناشی می‌شوند. هنگامی که پرودی‌نورفین در حین پردازش توسط پروتئین کانورتاز 2 (PC2) شکافته می‌شود، چندین پپتید فعال آزاد می‌شود: دینورفین A، دینورفین B و آلفا/بتا نئو اندورفین. دپلاریزاسیون یک نورون حاوی پرودی‌نورفین باعث تحریک پردازش PC2 می‌شود که در وزیکول سیناپسی در ترمینال پیش سیناپسی رخ می‌دهد. گاهی اوقات، پرودی‌نورفین به‌طور کامل پردازش نمی‌شود و منجر به ترشح «دی‌نورفین بزرگ» (Big Dynorphin) می‌شود. «دی‌نورفین بزرگ» یک مولکول ۳۲-آمینواسیدی است که از مولکول‌های دی‌نورفین A و دی‌نورفین B تشکیل شده‌است.